# Luc Marquet
Pour les articles homonymes, voir Marquet.
Luc Marquet est un ancien joueur – désormais entraîneur – français de volley-ball, né le 15 avril 1970, à Lyon (Rhône). Il mesure 1,94 m et jouait réceptionneur-attaquant. Il totalise 325 sélections en équipe de France.

## Joueur

### Clubs
| Club             | Pays   | De        | À         |
| ---------------- | ------ | --------- | --------- |
| Arago de Sète    | France | 1989-1990 | 1996-1997 |
| AS Capurso Gioia | Italie | 1997-1998 | 1999-2000 |
| AS Volley Lube   | Italie | 2000-2001 | 2000-2001 |
| Tours VB         | France | 2001-2002 | 2001-2002 |
| Pallavolo Padoue | Italie | 2002-2003 | 2002-2003 |
| Stade poitevin   | France | 2003-2004 | 2005-2006 |
| Arago de Sète    | France | 2006-2007 | 2006-2007 |
| Club Alès CVB    | France | 2007-2008 | 2007-2008 |

### Palmarès
- Championnat du monde
  -  : 2002.
- Championnat d'Europe
  -  : 2003.
- Jeux méditerranéens
  -  : 1993, 1997.

- Coupe de la CEV
  - Vainqueur : 2001.
- Championnat de France - Division A
  - Troisième : 1993, 1995.
- Championnat de France - Division B
  - Vainqueur : 2008.
- Coupe d'Italie
  - Vainqueur : 2001.

## Entraîneur

### Clubs
| Club                     | Pays   | De   | À    | Qualité   |
| Club Alès CVB            | France | 2008 | 2014 | Principal |
| Bordeaux-Mérignac Volley | France | 2014 | 2015 | Principal |
| Équipe de France         | France | 2014 | 2015 | Adjoint   |
| Club Alès CVB            | France | 2016 | 2017 | Principal |
| AS Cannes                | France | 2019 | ...  | Principal |

### Palmarès
- Championnat d'Europe
  -  : 2015.